# 1944 en football canadien
Chronologie
Saison précédente Saison suivante
1944 est la 61e saison depuis la fondation de la Canadian Rugby Football Union en 1884.

## Événements
La Interprovincial Rugby Football Union et la Western Interprovincial Football Union sont inactives à cause de la guerre. Cependant l'Ontario Rugby Football Union reste en opération. Dans cette ligue, les changements suivants sont apportés:
- Les RCAF Hurricanes de Toronto se retirent
- L'équipe d'Ottawa prend le nom de Trojans
- Les HMCS York Bulldogs de Toronto jouent dans la nouvelle Ontario Armed Services Football League

La Quebec Rugby Football Union est encore dans la compétition pour la coupe Grey, avec trois équipes. Les changements sont les suivants:
- Les RCAF Station Flyers de Lachine et le Huntingdon No 41 Canadian Army Training Centre se retirent
- L'équipe de l'université McGill s'appelle maintenant les Redmen.

Deux ligues militaires sont créées: la Ontario Armed Services Football League et la Manitoba Inter-Services Senior Rugby League. Elles ne sont toutefois pas en compétition pour la coupe Grey et n'existent que durant cette année 1944. La Western Canada Armed Services Rugby Football League créée l’année précédente n'existe plus.
Les Blue Bombers de Winnipeg et les Roughriders de Regina suspendent leurs activités, ne pouvant utiliser de militaires et ne pouvant rassembler suffisamment de joueurs civils.

## Classements
Les deux ligues majeures, la WIFU et l'IRFU, sont inactives. 

### Ligues provinciales et militaires
| Clt   | Équipe                      | PJ | V | D | N | BP  | BC  | Pts |
| ----- | --------------------------- | -- | - | - | - | --- | --- | --- |
| +001, | Flying Wildcats de Hamilton | 6  | 5 | 1 | 1 | 102 | 28  | 10  |
| +002, | Balmy Beach de Toronto      | 6  | 4 | 2 | 0 | 105 | 33  | 8   |
| +003, | Trojans d'Ottawa            | 6  | 3 | 3 | 1 | 74  | 74  | 6   |
| +004, | Indians de Toronto Oakwood  | 6  | 0 | 6 | 0 | 19  | 168 | 0   |

| Clt   | Équipe                                     | PJ | V | D | N | BP | BC | Pts |
| ----- | ------------------------------------------ | -- | - | - | - | -- | -- | --- |
| +001, | HMCS St. Hyacinthe-Donnacona Navy Combines | 4  | 3 | 1 | 0 | 58 | 18 | 6   |
| +002, | Redmen de l'université McGill              | 4  | 2 | 2 | 0 | 29 | 53 | 4   |
| +003, | Grads de Verdun                            | 4  | 1 | 3 | 0 | 17 | 33 | 2   |

| Clt   | Équipe                                | PJ | V | D | N | BP | BC | Pts |
| ----- | ------------------------------------- | -- | - | - | - | -- | -- | --- |
| +001, | Winnipeg No 3 Wireless School Bombers | 4  | 4 | 0 | 0 | 58 | 16 | 8   |
| +002, | Rivers Pathfinders                    | 4  | 3 | 1 | 0 | 62 | 16 | 6   |
| +003, | Winnipeg Army Grenades                | 4  | 2 | 2 | 0 | 53 | 47 | 4   |
| +004, | Gimli Hurricanes                      | 4  | 1 | 3 | 0 | 36 | 66 | 2   |
| +005, | Macdonald Mustangs                    | 4  | 0 | 4 | 0 | 12 | 76 | 0   |

| Clt   | Équipe                         | PJ | V | D | N | BP | BC  | Pts |
| ----- | ------------------------------ | -- | - | - | - | -- | --- | --- |
| +001, | Hagersville RCAF Flying Tigers | 6  | 4 | 1 | 0 | 74 | 46  | 9   |
| +002, | Toronto HMCS York Bulldogs     | 6  | 4 | 2 | 0 | 80 | 54  | 8   |
| +003, | Camp Borden RCAF Hurricanes    | 6  | 3 | 2 | 0 | 94 | 57  | 7   |
| +004, | St. Thomas RCAF Hornets        | 6  | 0 | 6 | 0 | 18 | 109 | 0   |

## Séries éliminatoires

### Demi-finale de la MISSRL
- 25 octobre : Winnipeg Army Grenades 5 - Rivers Pathfinders 15

### Finale de la MISSRL
- 25 octobre : Rivers Pathfinders 7 - Winnipeg No 3 Wireless School Bombers 11
- 11 novembre : Rivers Pathfinders 5 - Winnipeg No 3 Wireless School Bombers 15

Les Winnipeg No 3 Wireless School Bombers gagnent la série 26-12 mais ne sont pas en compétition pour le match de la coupe Grey.

### Finale de la OASFL
- 11 novembre : Hagersville RCAF Flying Tigers 1 - Toronto HMCS York Bulldogs 20

Les Toronto HMCS York Bulldogs sont champions de la OASFL mais ne sont pas en compétition pour la coupe Grey.

### Finale de l'ORFU
- 11 novembre : Flying Wildcats de Hamilton 13 - Balmy Beach de Toronto 4
- 18 novembre : Balmy Beach de Toronto 6 - Flying Wildcats de Hamilton 0

Les Flying Wildcats de Hamilton remportent la série 13-10 et passent au match de la coupe Grey.

### 32ecoupe Grey
- 27 novembre : Le HMCS St. Hyacinthe-Donnacona Navy Combines gagne 7-6 contre les Flying Wildcats de Hamilton au Civic Stadium à Hamilton (Ontario).

## Honneurs individuels
- Trophée Jeff-Russel (courage, habileté, jeu propre et esprit sportif dans l'IRFU) : non-attribué, Seconde Guerre mondiale